# The Song Remains the Same
Ha az azonos című filmre kíváncsi: Led Zeppelin: A dal ugyanaz marad.
Ha a dalra: The Song Remains the Same (dal).
A The Song Remains the Same a Led Zeppelin azonos című koncertfilmjének filmzenealbuma. A felvételek a Houses of the Holy turnéja során, 1973. július 27-én, 28-án és 29-én, a New York-i Madison Square Gardenben készültek. A dalokat Eddie Kramer segítségével vették fel, a keverés a New York-i Electric Lady Studiosban és a londoni Trident Studiosban készült.
Az album 1976. szeptember 28-án jelent meg a Swan Song Records kiadásában. A borítón egy düledező mozi képe látható, amit a londoni Old Street Studios ihletett, ahol a zenekar a turné előtt próbált.
A filmben elhangzik a Black Dog, de a Celebration Day nem. Az albumon rajta van a Celebration Day, viszont a Black Dog nincs. A filmben szintén elhangzik a Since I've Been Loving You, a Heartbreaker bevezetője, a Bron-Yr-Aur és az Autumn Lake, ám ezek egyike sem szerepel az albumon. Azoknak a daloknak, melyek a filmben is megtalálhatóak, az albumra egy másik napon felvett változata került. Más dalok viszont sem a filmbe, sem az albumra nem kerültek fel; ezek közé tartozik a The Ocean és a Misty Mountain Hop (ezek megtalálhatóak a dupla Led Zeppelin DVD-n).

## Az album dalai

### Eredeti kiadás

#### 1. lemez
1. Rock and Roll (Jimmy Page – Robert Plant – John Paul Jones – John Bonham) – 4:03
2. Celebration Day (Jimmy Page – Robert Plant – John Paul Jones) – 3:49
3. The Song Remains the Same (Jimmy Page – Robert Plant) – 6:00
4. The Rain Song (Jimmy Page – Robert Plant) – 8:25
5. Dazed and Confused (Jimmy Page) – 26:53

#### 2. lemez
1. No Quarter (Jimmy Page – Robert Plant – John Paul Jones) – 12:30
2. Stairway to Heaven (Jimmy Page – Robert Plant) – 10:58
3. Moby Dick (John Bonham – John Paul Jones – Jimmy Page) – 12:47
4. Whole Lotta Love (Jimmy Page – Robert Plant – John Paul Jones – John Bonham – Willie Dixon) – 14:25

### 2007-es kiadás

#### 1. lemez
1. Rock and Roll – 3:56
2. Celebration Day – 3:37
3. Black Dog (a Bring It On Home introjával) – 3:46*
4. Over the Hills and Far Away – 6:11*
5. Misty Mountain Hop – 4:43*
6. Since I've Been Loving You – 8:23*
7. No Quarter – 10:38
8. The Song Remains the Same – 5:39
9. Rain Song – 8:20
10. The Ocean – 5:13*

#### 2. lemez
1. Dazed and Confused – 29:18
2. Stairway to Heaven – 10:52
3. Moby Dick – 11:02
4. Heartbreaker – 6:19*
5. Whole Lotta Love – 13:51

(* Az eredeti kiadáson nem szerepel.)

## Közreműködők
- Jimmy Page – gitár, vokál
- Robert Plant – ének
- John Paul Jones – basszusgitár, billentyűs hangszerek, Mellotron
- John Bonham – dob, ütőhangszerek

### Produkció
- Eddie Kramer – hangmérnök, keverés
- Hipgnosis – borító
- Hardie – borító
- Jimmy Page – producer
- Peter Grant – produkciós vezető